# Aralabaragur, Channarayapatna
Aralabaragur là một làng thuộc tehsil Channarayapatna, huyện Hassan, bang Karnataka, Ấn Độ.